# Strukturní typologie jazyků
Strukturní typologie jazyků je třídění přirozených jazyků podle toho, jaké prostředky používají pro vyjádření gramatických funkcí, rozpracované Vladimírem Skaličkou. Ten jazyky dělí na:
- Izolační – nepoužívají žádné afixy, gramatické funkce se vyjadřují pomocí slovosledu, nová pojmenování se tvoří skládáním slov (ale nikoliv kompozicí). Např. francouzština, angličtina.
- aglutinační – vyznačují se velkým inventářem afixů, které se připojují ke kořeni. Tyto jednotlivé segmenty (afixy) obvykle nesou jednu gramatickou informaci (žádný z nich není redundantní). Např. turečtina, maďarština.
- flektivní (flexivní) – gramatické kategorie jsou vyjadřovány pomocí obměny afixů (flexe). Nejčastěji se tak děje skrze gramatické sufixy (koncovky). Typické pro tento typ je kumulace gramatických informací v jednom morfu – kupř.: morf |a| ve slově žena nese informace o třech gram. kategoriích – čísle, pádu a rodu. Např. slovanské jazyky, latina, klasická řečtina.
- polysyntetické – tyto jazyky se vyznačují absencí flexe (podobně jako izolační). Charakteristickým způsobem slovotvorby je kompozice. Nejvýrazněji se projevuje v čínštině, z evropských jazyků pak v němčině a v dalších germánských jazycích.
- Introflektivní (introflexivní) – ze všech typů (konstruktů) nejslabší. K vyjadřování gram. informací používá vnitřní flexi – kupř. kategorie čísla u něm. Vater – Väter je signalizována hláskovou změnou vně kořene. Nejvýrazněji se projevuje v hebrejštině a arabštině. Poté i v keltských a germánských jazycích.

V tomto pojetí se nepřekrývá pojem analytické a izolační jazyky. Označení „izolační“ je vyhrazeno amorfním jazykům, které vůbec nevyužívají afixy. Syntetické a analytické jazyky jsou řazeny mezi jazyky flektivní, kam patří i jazyky introflektivní.[zdroj?]

## Alternativní přístupy
Mnozí lingvisté upozorňují na to, že jazyky obvykle vykazují znaky více morfologických typů. Jednotlivé typy jsou proto často označovány za ideální konstrukty a zařazení jednotlivých jazyků do těchto typů je dáno rysy, které v něm převládají, téměř žádný jazyk nepředstavuje čistý typ. Proto by se spíše než o klasifikaci jazyků mělo jednat o klasifikaci jejich morfologicko-gramatických prostředků.
V průběhu vývoje jazyků rovněž dochází ke změnám – mnohé indoevropské jazyky ve značné míře opustily flektivnost (zvlášť angličtina nese mnohé rysy flexivního typu), v některých ugrofinských jazycích (finština, maďarština) se naopak aglutinace proměňuje ve flektivnost, čínština se z typu amorfního mění na typ aglutinační.[zdroj?]

## Analytické jazyky
Analytické jazyky, též nazývané izolační, vyjadřují gramatické funkce především dodávanými pomocnými slovy (např. předložkami). Typickým analytickým jazykem je např. angličtina či švédština.
V amorfních jazycích existují jen kořenové morfémy, afixy neexistují. Kořenové morfémy jsou většinou jednoslabičné a slova tak splývají se slabikou (pokud se nehledí na složená slova). Velkou roli v odlišení různých morfémů hraje intonace (každý morfém má vedle svého hláskového složení i určitý daný tón). Gramatické vztahy jsou v těchto jazycích určeny pouze slovosledem a pomocnými slovy, nová slova lze tvořit jedině skládáním. Amorfních jazyků je velmi malé množství, patří mezi ně vietnamština, barmština a některé súdánské jazyky; amorfním jazykem byla i stará (ne dnešní) čínština.

## Syntetické jazyky
Syntetické jazyky, nazývané také afigující, jsou charakteristické užíváním afixů a rozvinutou flexí – skloňováním a časováním.
Aglutinační jazyky se vyznačují hromaděním (aglutinací) afixů (především přípon), z nichž každá má jen jednu funkci, vyjadřuje jen jednu gramatickou kategorii. Většina jazyků světa patří k aglutinačnímu typu (v Evropě např. baskičtina, maďarština, finština, maltština, turečtina); dnešní čínština stojí na rozhraní mezi typem amorfním a aglutinačním.
Aglutinační typ je velmi rozšířený, je v něm také velká pestrost užívání afixů: některé jazyky užívají jen přípony (sufixy), některé převážně předpony (prefixy). V některých aglutinačních jazycích dosahuje užívání přípon značné míry, ke slovu majícímu funkci slovesa se ke kořenovému morfému připojuje značné množství přípon označujících větné funkce, takže jedno slovo v takovém jazyce odpovídá celé větě v jiných jazycích (takový typ se nazývá inkorporující či polysyntetický, patří k němu většina indiánských jazyků Ameriky, inuitština, čukotština, kamčatština a další).
Flektivní jazyky využívají afixy (především koncovky), které vyjadřují více gramatických funkcí naráz. K tomuto typu patří mnohé indoevropské jazyky včetně slovanských, kam náleží i čeština.
Introflektivní jazyky vkládají při flexi afixy doprostřed kořenového morfému, resp. ke změnám při flexi dochází v rámci kořene. K tomuto typu náleží afroasijské (arabština, hebrejština, amharština, somálština a další).
| Syntetický jazyk | Syntetický jazyk | Analytický jazyk                               | Analytický jazyk     |
| Čeština          | Latina           | Angličtina                                     | Francouzština        |
| ---------------- | ---------------- | ---------------------------------------------- | -------------------- |
| žena ženy        | femina feminae   | the woman of the woman                         | la femme de la femme |
| píšu píšeš       | scribo scribis   | I write/I am writing you write/you are writing | j’écris tu écris     |

### Rozdíly mezi aglutinačním a flektivním typem
1. V aglutinačních jazycích jsou přípony volně připojeny (aglutinovány; agglutinare = lat. přilepovat) ke kořenovému morfému, na jejich rozhraní nedochází k hláskovým změnám, takže jsou afixy snadno identifikovatelné (turecké ev-ler-in), ve flektivních jazycích afixy s kořenovým morfémem často splývají a vnitřní stavba slova je pak pro neodborníka neprůhledná (např. slovo měsíc obsahuje mj. zdrobňovací příponu -ko- (předslovansky mēs-en-ko)).
2. V aglutinačních jazycích je každá gramatická kategorie vyjádřena jednou příponou, je-li třeba vyjádřit v jednom slově více kategorií, musí se připojit za kořenový morfém odpovídající počet přípon (v tureckém ev-ler-in označuje afix -ler- množné číslo a afix -in- genitiv (resp. jeho obdobu)). Ve flektivních jazycích je několik kategorií vyjádřeno jednou příponou (např. v českém dom-ů označuje přípona -ů jak množné číslo, tak genitiv; u sloves je množství kategorií v jedné příponě ještě větší); takové splývání kategorií do jedné přípony se nazývá fúze (proto se flektivní jazyky také nazývají fúzní jazyky).
3. V aglutinačních jazycích je každá gramatická kategorie vyjádřena vždy jedním stejným afixem (např. v turečtině -ler- pro množné číslo (nebo lar v závislosti na harmonii)), naproti tomu ve flektivních jazycích bývá tatáž kategorie vyjádřena několika různými afixy (např. v češtině se 1. pád množného čísla podstatných jmen vyjadřuje celkem 8 příponami: -i, -y, -é, -ové, -e, -a, -ata, -í).
4. V aglutinačních jazycích je kořenový morfém neměnný, ve flektivních jazycích v něm dochází ke změnám (obměnám, např. česky při-nes-u vs. pří-nos, řecky tem-nō (řežu) vs. tom-os (řez), arabsky kit-āb (kniha) vs. kut-ub (knihy)).

| Flektivní jazyk Čeština | Aglutinační jazyk Maďarština |
| ----------------------- | ---------------------------- |
| knih-a v kniz-e         | könyv könyv-ben              |
| knih-y v knih-ách       | könyv-ek könyv-ek-ben        |

## Jazykový typ v češtině
Čeština se řadí k flektivnímu typu, převládá v ní flektivní princip. Tento jazyk má bohatě rozvinuté skloňování a časování, kde jediná koncovka vyjadřuje více mluvnických kategorií (pád, číslo; osobu, čas aj.).
Analytický princip existuje souběžně, např. v používání předložek ve spojení s určitými pády či při tvoření některých mluvnických kategorií (minulý čas, opisné pasivum, opisné stupňování aj.).
Aglutinační princip se projevuje zejména při odvozování slov předponami a příponami. Tomuto principu blízké je i používání by při tvoření podmiňovacího způsobu. Dále spojka -li (např. Nakoupil, měl-li peníze.) funguje jako aglutinační afix gramatické kategorie nejistoty.
Změny samohlásek v kmeni slov (střídy; např. kráva – krav, vezu – vozím) lze považovat za projev introflexe.